# Chiesa di San Siro (Canobbio)
La chiesa di San Siro è un edificio religioso esistente dal IX secolo a Canobbio.

## Storia
La prima menzione dell'edificio risale all'863, quando venne indicata come un feudo della Basilica di Sant'Ambrogio. Il suo aspetto, tuttavia, risale a tempi più recenti: le cappelle laterali sono secentesche, mentre le dimensioni della navata risalgono all'ampliamento effettuato fra il 1731 e il 1761. Agli stessi anni risale il campanile. Il coro e l'abside, di forma semicircolare, furono realizzati invece da Giacomo Fumagalli fra il 1845 e il 1848.

## Descrizione

### Interno
Sono presenti fino 400 posti a sedere ed a fianco all'altare è presente il tabernacolo d'orato, è presente una statua di Maria con Gesu' in braccio ad essa.

### Organo a canne
Nella chiesa si trova l'organo a canne Mascioni opus 1112, costruito nel 1991. Lo strumento, a trasmissione interamente meccanica, ha 17 registri distribuiti su due tastiere di 58 note ciascuna ed pedaliera di 32, per un totale di 1175 canne.